# Sahith Theegala
Sahith Reddy Theegala (Orange, 4 december 1997) is een golfprofessional uit de Verenigde Staten die momenteel uitkomt op de PGA Tour.

## Jeugd en amateurcarrière
Sahith werd geboren in Californië als zoon van Muralidhar and Karuna Theegala. Zijn familie is van oorsprong afkomstig uit Telangana, een staat in het zuidoosten van India. Eind jaren 80 verhuisde het gezin naar de Verenigde Staten, waardoor Sahith een dubbele nationaliteit heeft.
Theegala speelde tussen 2015 en 2020 golf aan de Pepperdine-universiteit. In zijn laatste jaar bij Pepperdine won Theegala drie toernooien en stond met zijn team op de eerste plaats in de Amerikaanse ranking, alvorens het universiteitsgolf werd onderbroken door de coronapandemie en het seizoen vroegtijdig beëindigd moest worden.
Vanwege de prestaties in zijn laatste jaar won Theegala in 2020 de Haskins Award, de Ben Hogan Award en de Jack Nicklaus Award, wat de drie prijzen zijn voor de meest opmerkelijke universiteitsgolfer in de Verenigde Staten. Hij werd hiermee slechts de vijfde persoon ooit die alle drie de awards in hetzelfde jaar wist te winnen.

## Professionele carrière
Theegala maakte  in juni 2020 zijn professionele debuut op de Outlaw Tour, een kleine Amerikaanse golftour voor startende golfers. Op de Lone Tree Classic baarde hij opzien door in zijn eerste ronde een score van 62 te behalen en uiteindelijk derde te worden in de eindstand. Zijn eerste toernooi op de PGA Tour was de Safeway Open, waar hij op een gedeelde 14e plaats eindigde. Ook op zijn eerste toernooi op de Korn Ferry Tour, de Chitimacha Louisiana Open, behaalde hij een top-20 finish.
Theegala speelde in het seizoen 2020-21 enkele PGA Tour-evenementen waar hij door sponsors werd uitgenodigd. Door voldoende punten te verzamelen op deze toernooien, mocht Theegala deelnemen aan de Korn Ferry Tour Finals in 2021. In deze finalerondes eindigde hij als 4e op het Nationwide Children's Hospital Championship en 6e op het Korn Ferry Tour Championship. Met deze twee opeenvolgende top-10 eindnoteringen verzekerde Theegala zich van zijn PGA Tour-kaart voor het seizoen 2021-22.
Hij behaalde zijn eerste top-10-finish op de PGA Tour op het Sanderson Farms Championship in oktober 2021. In februari 2022 werd hij derde op het WM Phoenix Open en een maand later werd hij zevende op het Valspar Championship. In juni 2022 werd Theegala tweede in het Travelers Championship. Door zijn goede eindnoteringen stond Theegala aan het einde van het seizoen 2021-22 in de top 30 en mocht hij deelnemen aan het Tour Championship.
Theegala startte zijn seizoen 2022-23 met een top-10 finish op het Fortinet Championship in september 2022. Daarna behaalde hij in november 2022 een tweede plaats op de RSM Classic en een gedeelde zesde plaats op het Genesis Invitational in februari 2023.
Op 17 september 2023 won Theegala zijn eerste officiële PGA Tour-toernooi op het Fortinet Championship, door twee slagen voor te blijven op S.H. Kim.

## Gewonnen toernooien

### PGA Tour
- Fortinet Championship (2023)

### Overige overwinningen
- QBE Shootout - samen met Tom Hoge (2022)